# 拖吊車

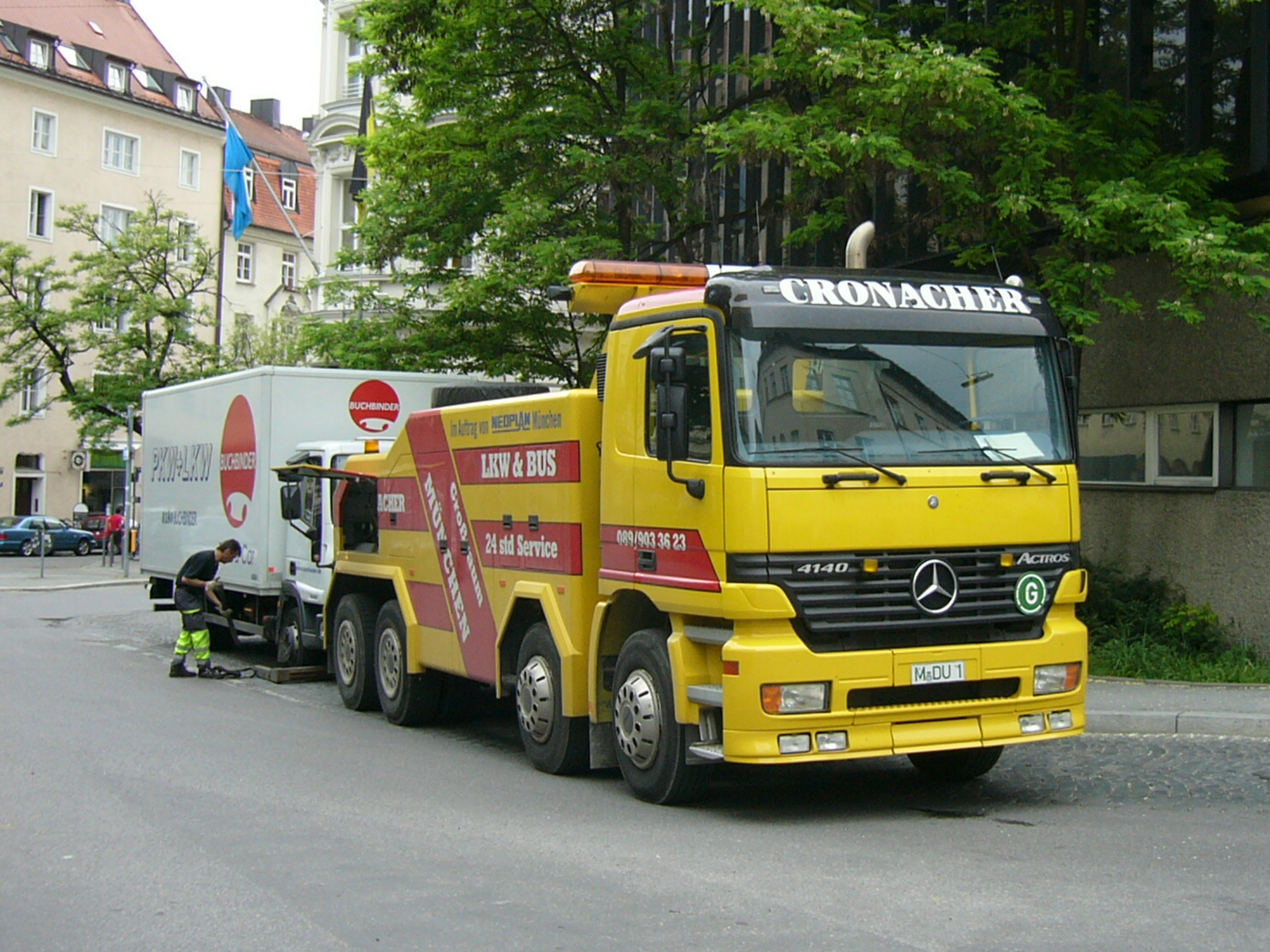
德國慕尼黑的拖吊車

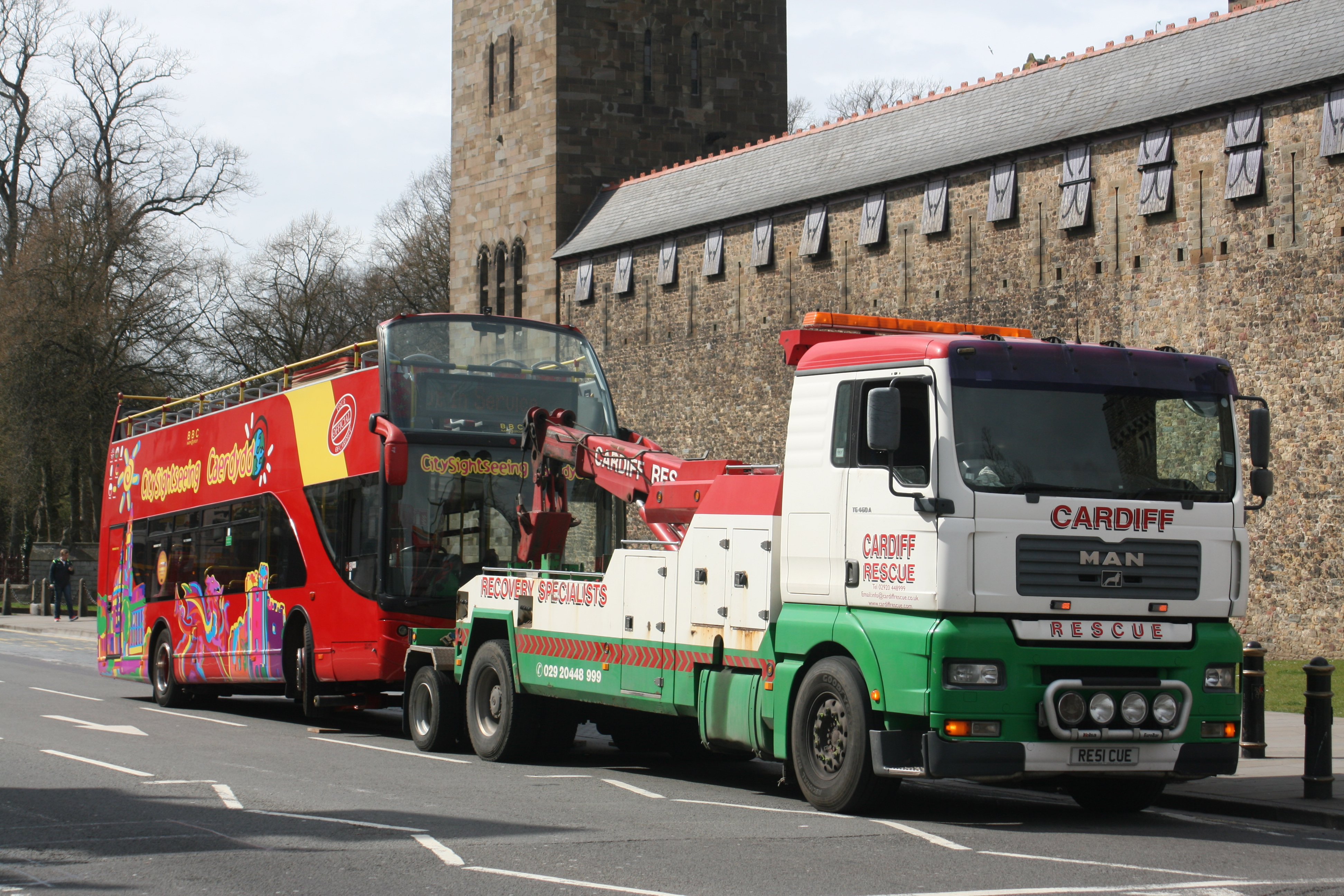
英國卡迪夫的拖吊車

拖吊車，是一種特殊車輛，專門拖吊違規停車或因故障，事故而無法正常行駛的車，常用於城市及都會區。
大致上有兩種拖吊方式，一是把車輛的輪胎固定起來後，前輪或後輪抬起並拖著走。第二種是用懸吊式，把汽車往上吊，直接放在拖吊車上面。

## 拖吊方式
車輛一般被分類為：前輪驅動、後輪驅動和四輪驅動。
顧名思義，前輪驅動車只把動力傳到汽車的前軸，而尾軸是沒有動力機件相連的。拖車只要利用拖車專用尾鏟把前軸車輪升離地面，再把其繫穩及解除煞車制動器，便可把車輛拖走。如果汽車的尾軸車輪因損壞而不適合行駛，拖車亦利會用拖車托轆把尾軸車輪升離地面，才可把私家車拖走。
同樣的原理亦應用於後輪驅動車上。後輪驅動車只把動力傳到汽車的尾軸，而前軸是沒有動力機件相連的。一般情況下拖車只要利用拖車專用尾鏟把尾軸車輪升離地面，便可把車輛拖走。部分狹窄的路面並不容許拖車調頭，而拖車在高速公路上調頭亦有一定危險性。所以拖車便要利用拖車專用尾鏟把前軸車輪升起，再利用拖車托轆把尾軸車輪升離地面，才可把車輛拖走。
四輪驅動車把動力傳到汽車的前軸和尾軸，如拖車只把一條車軸升起便會對機件造成損壞。所以拖車便要利用拖車專用尾鏟把前軸車輪升起，再利用拖車托轆把尾軸車輪升離地面，才可把車輛拖走。
除了上述情況，如果被拖車輛因各種問題而不適合拖行，拖車普遍會使用平板吊臂拖車把被拖車輛完全吊離地面，以防損毀。
而針對一些特低地台的車輪，如超級跑車，亦能使用平板拖車把被拖車輛完全升離地面，拖車的特長拖車板更能安全地處理四輪驅動SUV。
在香港，運輸署規定拖車標誌必須用深色底白色字，標誌上的英文字母及中文字體，必須至少高達 150毫米。
用拖車繩或拖車鍊拖車，兩輛車的空間距離不可超過 4. 5米。應確保其他道路使用者可以清楚看見拖車繩或拖車鍊。被拖的車輛必須有人駕駛，而該名駕駛人須持有適用於該輛車的駕駛執照，並能煞停及操控該輛車。在被拖的車輛後面，必須展示正式的「拖車」標誌並閃雙黃燈以提醒其他人車注意。
该担架专为运输重达 2,500 公斤的车辆而设计。它有一个钢制平台，用于运输车辆。它们通常配备有绞盘（钢缆）和用于固定要运输的车辆的有用元件，例如吊索。

## 拖吊車種類

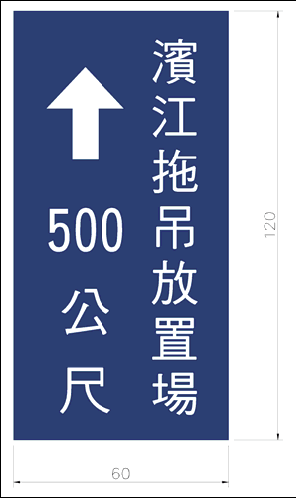
拖吊放置場

### 機車拖吊
在台灣，機車違規亂停的情況非常嚴重，平常會有拖吊車把數個違規機車拖吊。在拖吊機車前，人員會先拍照存證，必要時會寫下聯絡電話。接著利用拖吊的升降板，把違規的機車牽到小型卡車上。一輛機車拖吊車可以載大約10多台機車。

## 照片集

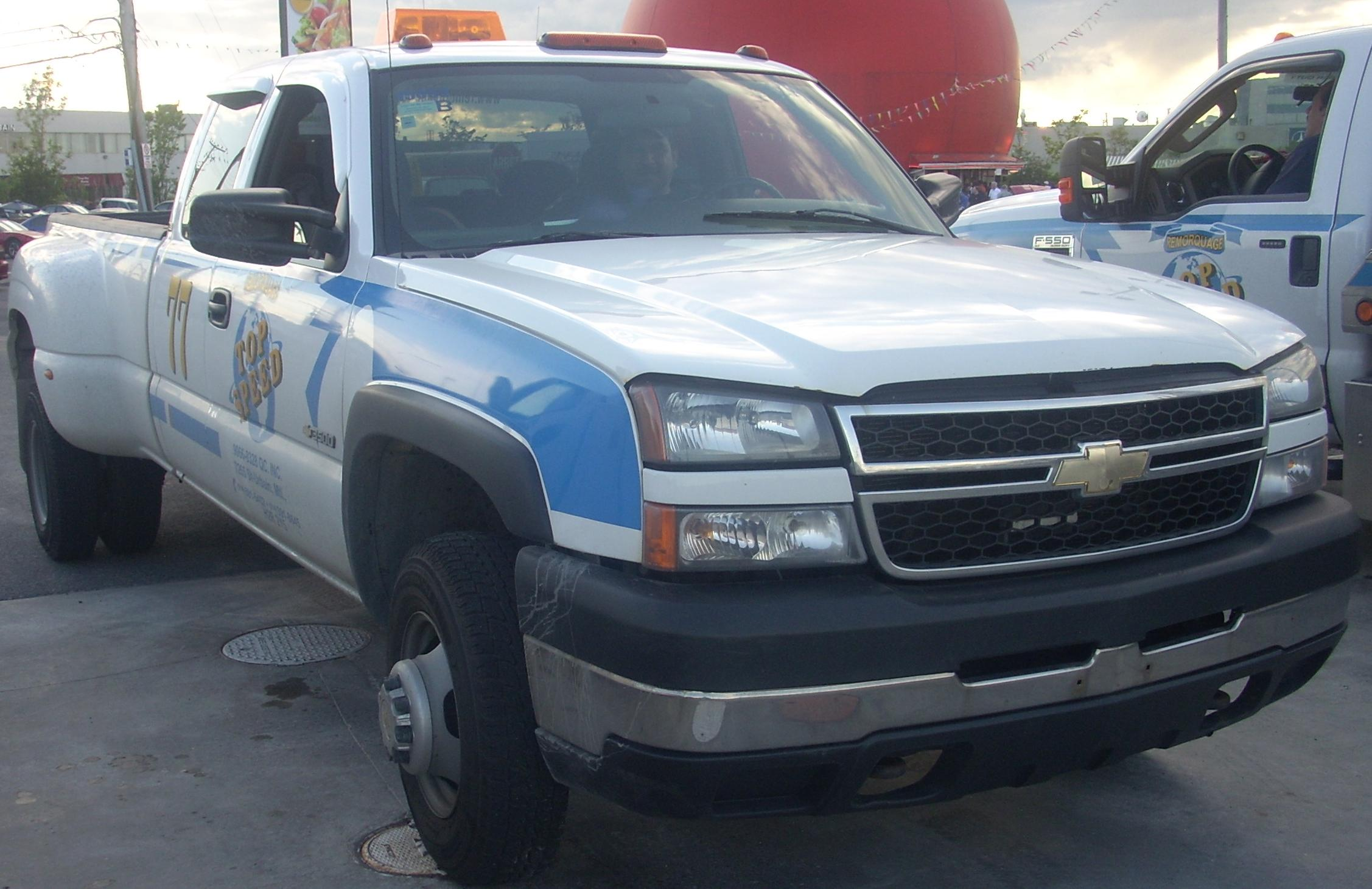
加拿大魁北克的拖吊車
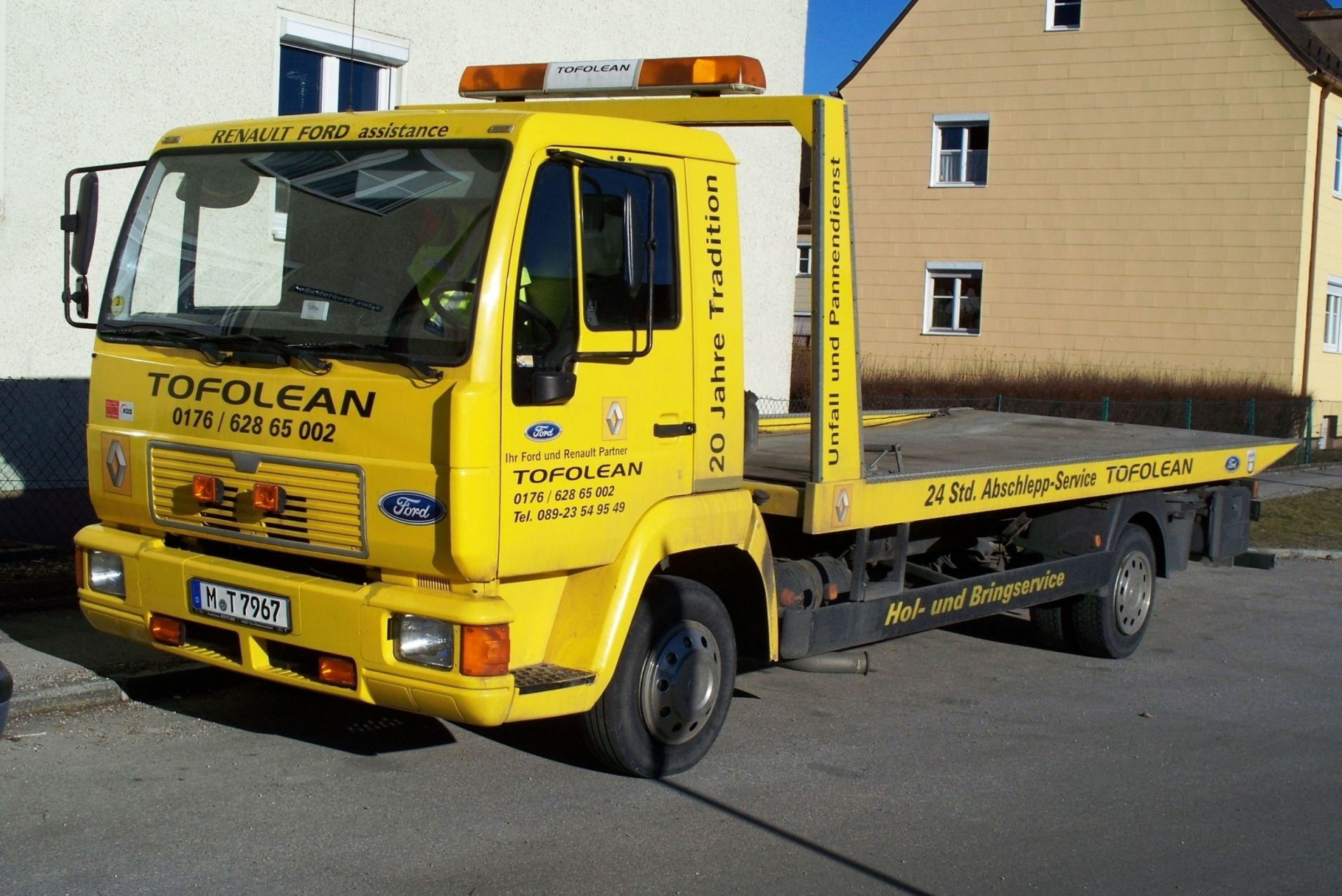
德國拖吊車
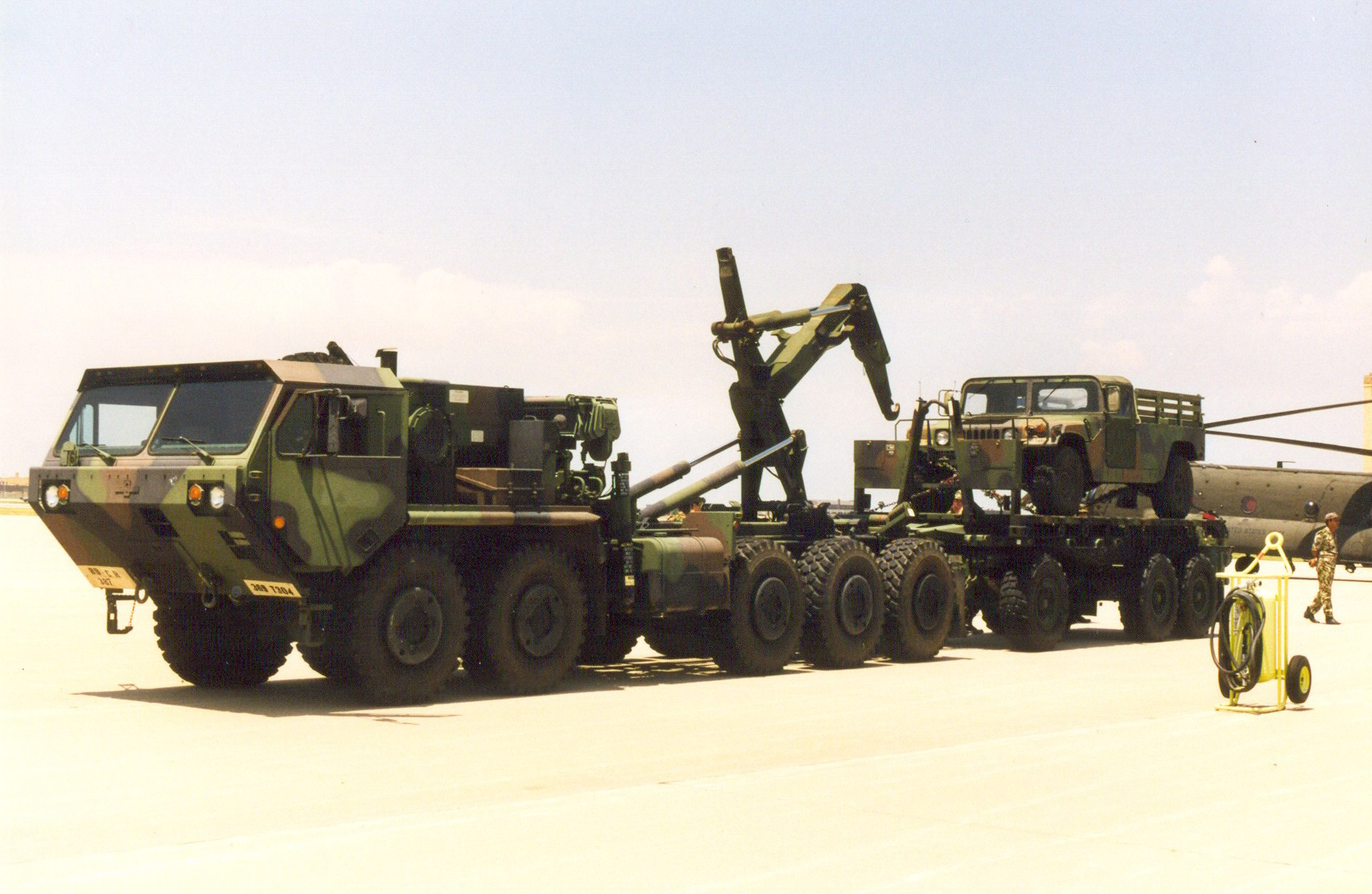
美軍使用的HEMTT戰場拖吊車
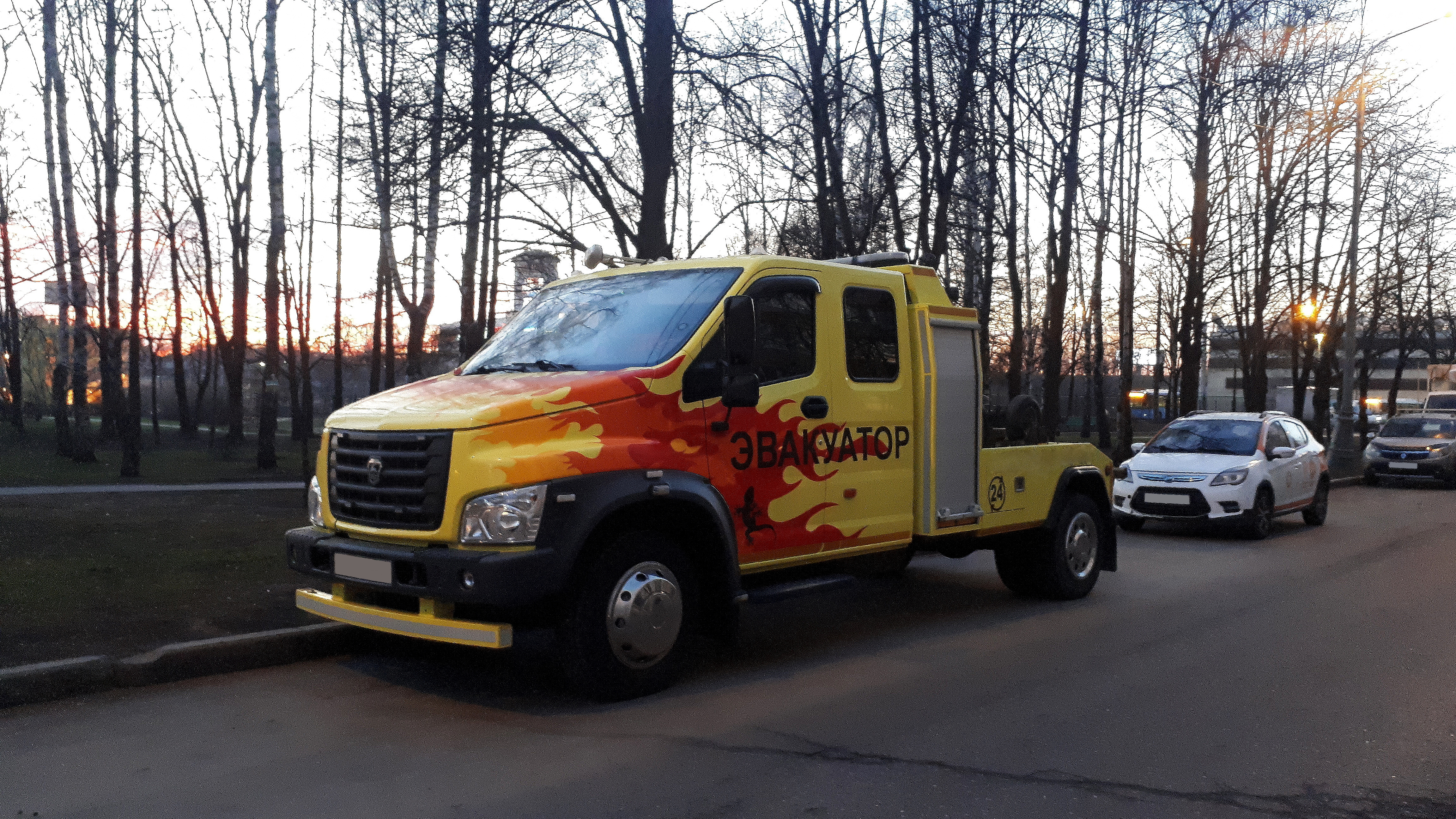
拖車 GAZon Next